# Пеннсбері-Вілледж (Пенсільванія)
Пеннсбері-Вілледж (англ. Pennsbury Village) — місто (англ. borough) в США, в окрузі Аллегені штату Пенсільванія. Населення — 677 осіб (2020).

## Географія
Пеннсбері-Вілледж розташоване за координатами 40°25′42″ пн. ш. 80°6′4″ зх. д. / 40.42833° пн. ш. 80.10111° зх. д. (40.428245, -80.101093).  За даними Бюро перепису населення США в 2010 році місто мало площу 0,20 км², уся площа — суходіл.

## Демографія
Згідно з переписом 2010 року, у селищі мешкала 661 особа в 471 домогосподарстві у складі 104 родин. Густота населення становила 3380 осіб/км².  Було 493 помешкання (2521/км²).
Расовий склад населення:
| - 97,0 % — білих - 1,5 % — чорних або афроамериканців - 0,6 % — азіатів |

До двох чи більше рас належало 0,8 %. Частка іспаномовних становила 1,2 % від усіх жителів.
За віковим діапазоном населення розподілялося таким чином: 6,1 % — особи молодші 18 років, 82,3 % — особи у віці 18—64 років, 11,6 % — особи у віці 65 років та старші. Медіана віку мешканця становила 38,7 року. На 100 осіб жіночої статі у селищі припадало 71,7 чоловіків;  на 100 жінок у віці від 18 років та старших — 69,7 чоловіків також старших 18 років.
Середній дохід на одне домашнє господарство  становив 61 378 доларів США (медіана — 53 320), а середній дохід на одну сім'ю — 66 739 доларів (медіана — 63 523). Медіана доходів становила 58 359 доларів для чоловіків та 52 542 долари для жінок. За межею бідності перебувало 11,8 % осіб, у тому числі 35,1 % дітей у віці до 18 років та 7,9 % осіб у віці 65 років та старших.
Цивільне працевлаштоване населення становило 543 особи. Основні галузі зайнятості: освіта, охорона здоров'я та соціальна допомога — 23,4 %, науковці, спеціалісти, менеджери — 18,6 %, фінанси, страхування та нерухомість — 11,8 %, виробництво — 11,6 %.